# Západopomořanské vojvodství
Západopomořanské vojvodství, stand. název Názvoslovnou komisí ČÚZK je od roku 2023 Západopomořské vojvodství (polsky Województwo zachodniopomorskie) je vyšší územně samosprávný celek Polska, je jedním z 16 vojvodství. Vzniklo v roce 1999 na území dřívějších vojvodství: štetínského, koszalinského a části gorzowského, pilského a słupského. Vojvodství leží na severozápadě Polska především na východě Pomořanska, nicméně zasahuje i do Velkopolska a Lubušska. V rámci Polska sousedí s Pomořským, Velkopolským a Lubušským vojvodstvím; dále pak s Německem (spolkové země Braniborsko a Meklenbursko-Přední Pomořansko).

## Významná města
(v závorce počet obyvatel)
- Štětín – Szczecin (411 119)
- Koszalin (107 773)
- Stargard (71 128)
- Kolobřeh – Kołobrzeg (44 932)
- Svinoústí – Świnoujście (41 098)
- Szczecinek (38 928)
- Police (34 456)
- Wałcz (26 312)
- Białogard (24 399)
- Goleniów (22 399)
- Gryfino (21 584)

## Okresy

### zemské okresy
- Okres Białogard
- Okres Choszczno
- Okres Drawsko
- Okres Goleniów
- Okres Gryfice
- Okres Gryfino
- Okres Kamień
- Okres Kolobřeh
- Okres Koszalin
- Okres Łobez
- Okres Myślibórz
- Okres Police
- Okres Pyrzyce
- Okres Sławno
- Okres Stargard
- Okres Świdwin
- Okres Szczecinek
- Okres Wałcz

### městské okresy
- Štětín
- Koszalin
- Svinoústí

## Národní parky
- Wolinský národní park
- Drawenský národní park